# Домб'є (гміна Влощова)
Домб'є (пол. Dąbie) — село в Польщі, у гміні Влощова Влощовського повіту Свентокшиського воєводства.
Населення — 325 осіб (2011).
У 1975-1998 роках село належало до Келецького воєводства.

## Демографія
Демографічна структура на день 31 березня 2011 року:
|          | Загалом | Допрацездатний вік | Працездатний вік | Постпрацездатний вік |
| -------- | ------- | ------------------ | ---------------- | -------------------- |
| Чоловіки | 171     | 38                 | 111              | 22                   |
| Жінки    | 154     | 28                 | 84               | 42                   |
| Разом    | 325     | 66                 | 195              | 64                   |